# Мустаката чадърова котинга
Мустакатата чадърова котинга (Cephalopterus penduliger) е вид птица от семейство Cotingidae. Видът е световно застрашен, със статут Уязвим.

## Разпространение и местообитание
Разпространен е в Еквадор и Колумбия.